# Olios cayanus
Olios cayanus là một loài nhện trong họ Sparassidae.
Loài này thuộc chi Olios. Olios cayanus được Władysław Taczanowski miêu tả năm 1872.